# Узус
У́зус (лат. usus «применение, обычай, правило») — общепринятое носителями данного языка употребление языковых единиц (слов, устойчивых оборотов, форм, конструкций). Понятие тесно связано с понятиями языковой нормы и языковой системы. 
Узуальное употребление слов, фразеологизмов и т. д., с одной стороны, противопоставляется окказиональному (вре́менному, индивидуальному, обусловленному специфическим контекстом) употреблению и с другой стороны — языковой норме.
Под узусом также понимаются «частные» нормы, отличающиеся от нормы литературного языка; в этом смысле говорят об узусах профессиональных (например, узусе научного изложения), узусах социальных групп, узусе обиходного общения и т. п. Узус, будучи тесно связанным с языковой нормой, тем не менее отличен от неё: узус может фиксироваться словарями (толковыми, фразеологическими, орфографическими и т. п.) и далее кодифицироваться в языковую норму.

## Классификация
Отто Есперсен выделял три типа узуса:
- употребление понятное, удовлетворяющее простейшему минимуму коммуникации;
- употребление корректное, соответствующее требованиям языковой нормы;
- употребление хорошее, то есть максимально эффективное, соответствующее более высоким, по сравнению с корректным, стандартам ясности либо красоты речи и, вследствие этого, вызывающее восхищение аудитории.

Узус является одним из ключевых понятий в глоссематике Л. Ельмслева, в которой дихотомия де Соссюра «язык — речь» заменяется четырёхзвенным членением речевой деятельности «схема → норма → узус → речевой акт».
В настоящее время в языкознании существует несколько точек зрения на классификацию и проблемы изменений, происходящих в современном русском языке. Функционирование языковых единиц разных уровней в настоящее время всё чаще расширяет представление о языковой норме, особенно с развитием Интернета. Учёные отмечают, что, вероятно, некоторые положения и подходы, принятые в современной грамматике, потребуют корректировки, как и вопрос соотношения системы языка с нормой и узусом.